# Yuxin Xie
Yuxin Xie (Xingning, 10 december 1968) is een voormalig Chinees profvoetballer die heeft gespeeld voor PEC Zwolle '82. Hij speelde als middenvelder. Op 6 februari 1987 was hij de eerste professionele Chinese speler die naar het buitenland ging.
Hij heeft als speler meer dan honderd interlands gespeeld voor het Chinees voetbalelftal.
Van 1989 tot 1996 was hij de jongste speler en doelpuntenmaker voor het Chinees voetbalelftal.

## Statistieken
| Seizoen | Club                  | Land      | Competitie             | Wed. | Goals |
| ------- | --------------------- | --------- | ---------------------- | ---- | ----- |
| 1986/89 | PEC Zwolle '82        | Nederland | Eredivisie             | –    | –     |
| 1994/95 | Guangdong Hongyuan FC | China     | China A League         | 41   | 10    |
| 1998/00 | Shenyang Haishi       | China     | China Super League     | 42   | 2     |
| 2001    | Shenyang Ginde        | China     | China Super League     | 11   | 0     |
| 2002/03 | Guangdong Mingfeng    | China     | Niet bekend            | 0    | 0     |
| 2004    | Sinchi FC             | Singapore | S.League               | 13   | 1     |
| 2004/05 | Vá Luen               | Macau     | Campeonato Macau       | 3    | 1     |
| 2005    | Hunan Xiangjun        | China     | Chinese Eerste Divisie | 0    | 0     |
| Totaal  | Totaal                | Totaal    | Totaal                 | 110  | 14    |